# Axel Carlson
Axel Carlson, född 16 maj 1859 i Hanhals socken, död 19 juni 1942 i Stockholm, var en svensk advokat.
Axel Carlson var son till stadsfiskalen Johan Petter Carlson och far till advokaten Einar van de Velde. Han avlade mogenhetsexamen i Lund 1878 och juris utriusque kandidat vid Lunds universitet 1882. Efter tingsmeritering där han förvärvade vice häradshövdings titel tjänstgjorde han omkring tio år som domare vid Stockholms rådhusrätt och Kommerskollegium. Senare övergick han till advokatverksamhet och vann stort anseende som framgångsrik brottmålsadvokat. 1898 väckte han uppmärksamhet genom att i Nice försvara en för rånmord häktad svensk som genom hans försvar blev helt frikänd. Mest känd blev han i samband med Hammarbymordet då han lyckades genom alibibevisning få de båda italienarna Valente och Jaconelli frikända, trots att den ena tidigare erkänt sig skyldig. Som belöning blev han italiensk hedersmedborgare och kommendör av italienska Kronorden. 1916 lyckades han utverka resning åt den i Östmarksmålet tidigare till livstids straffarbete dömde Axel Olsson, som genom Carlsons utredning blev helt frikänd. 1918 uppträdde han inför revolutionstribunalen i Petrograd och försvarade en för rånmord häktad svensk och lyckades få honom straffriförklarad som otillräknelig och utlämnad till Sverige. Carlson hade även ett gott anseende som affärsjurist.